# Matrimonio igualitario en la República Checa
El matrimonio igualitario en República Checa es legal desde 2006, convirtiéndose en el decimotercer país europeo en aprobar una ley de unión civil (registrované partnerství) para personas del mismo sexo aprobada el 15 de marzo del 2006 y entró en vigor el 1 de julio del mismo año.
La ley establece que las parejas del mismo sexo pueden formalizar su unión en las oficinas de Registro Civil para gozar de beneficios similares a los del matrimonio, entre los que están el derecho a la herencia, asistencia médica, pensión alimenticia, y permite la adopción de los hijos biológicos de los contrayentes por parte de su cónyuge; en cambio, no permiten el acceso a las pensiones, los derechos propiedad conjunta y prohíbe el acceso a la adopción de otros niños. El país también garantiza un registro de parejas de hecho a las «personas que viven en un hogar común» que da derechos de herencia y sucesión en materia de vivienda.

## Historia
Tras de la desintegración de la Checoslovaquia ha habido varios intentos de crear uniones civiles para las parejas del mismo sexo, y equiparar su legislación en materia de derechos humanos para ingresar en la Unión Europea.
En 1998, un proyecto de ley llegó a la Cámara pero no lo logró por dos votos. En 1999, la Cámara votó en contra otro proyecto de ley. En febrero de 2001, el Gobierno presentó un tercer proyecto de ley rechazado por el parlamento en octubre del mismo año 2001.
El 11 de febrero de 2005, otro proyecto de ley fracasó por un voto respaldado por 82 de los 165 diputados presentes. La ley recibió el apoyo del Partido Socialdemócrata Checo en el gobierno y del opositor Partido Comunista de Bohemia y Moravia, y fue rechazado por la oposición de la derecha, la Unión Democristiana y la mayoría del Partido Democrático Cívico. Esta decisión creó una polémica entre los sectores conservadores del país.
En abril de 2005, un proyecto de ley pasó su primera lectura en la cámara con 82 votos a favor y 9 en contra. El 16 de diciembre de 2005, pasó su tercera lectura con 86 votos a favor, 54 en contra y 7 abstenciones. El 26 de enero de 2006 fue aprobada por el Senado con 65 votos a favor y 14 en contra.
El 16 de febrero de 2006, el presidente Václav Klaus vetó la ley. En respuesta, el primer ministro Jiri Paroubek, dijo que esperaba contar con una mayoría parlamentaria en la cámara de diputados para anular el veto, y lo hizo con éxito el 15 de marzo de 2006 con el número exacto de votos necesarios, 101 de los 177 votos emitidos. El proyecto de ley se convirtió en uno de los temas donde los partidos políticos trataron de posicionarse antes de las elecciones de junio.

## Estadísticas
Hasta fines de 2010, 1.111 uniones civiles se habían realizado en la República Checa, de las cuales 786 fueron entre hombres y 325 entre mujeres; en 116 uniones, uno de los cónyuges era extranjero y unas 66 habrían sido anuladas.